# Miriam Karlin
Miriam Karlin, all'anagrafe Miriam Samuels (Londra, 23 giugno 1925 – Londra, 3 giugno 2011), è stata un'attrice britannica.

## Filmografia parziale

### Cinema
- Down Among the Z Men, regia di Maclean Rogers (1952)
- Profondo come il mare (The Deep Blue Sea), regia di Anatole Litvak (1955)
- Una donna per Joe (The Woman for Joe), regia di George More O'Ferrall (1955)
- Fun at St. Fanny's, regia di Maurice Elvey (1955)
- A Touch of the Sun, regia di Gordon Parry (1956)
- Gli sfasati (The Entertainer), regia di Tony Richardson (1960)
- La miliardaria (The Millionairess), regia di Anthony Asquith (1960)
- Crossroads to Crime, regia di Gerry Anderson (1960)
- Hand in Hand, regia di Philip Leacock (1961)
- Watch It, Sailor!, regia di Wolf Rilla (1961)
- A 077, dalla Francia senza amore (On the Fiddle), regia di Cyril Frankel (1961)
- Il fantasma dell'Opera (The Phantom of the Opera), regia di Terence Fisher (1962)
- Il delitto della signora Allerson (I Thank a Fool), regia di Robert Stevens (1962)
- 5 ore violente a Soho (The Small World of Sammy Lee), regia di Ken Hughes (1963)
- Lassù qualcuno mi attende (Heavens Above!), regia di John Boulting e Roy Boulting (1963)
- Ladies Who Do, regia di C. M. Pennington-Richards (1963)
- The Bargee, regia di Duncan Wood (1964)
- Just Like a Woman, regia di Robert Fuest (1967)
- Arancia meccanica (A Clockwork Orange), regia di Stanley Kubrick (1971)
- La perdizione (Mahler), regia di Ken Russell (1974)
- Utz, regia di George Sluizer (1992)
- Incognito, regia di John Badham (1997)
- The Man Who Cried - L'uomo che pianse (The Man Who Cried), regia di Sally Potter (2000)
- Suzie Gold, regia di Richard Cantor (2004)
- I figli degli uomini (Children of Men), regia di Alfonso Cuarón (2006)
- Flashbacks of a Fool, regia di Baillie Walsh (2008)

### Televisione
- ITV Play of the Week - serie TV, 5 episodi (1956-1959)
- ITV Television Playhouse - serie TV, 6 episodi (1955-1959)
- The Rag Trade - serie TV, 36 episodi (1961-1963)
- The Rag Trade - serie TV, 22 episodi (1977-1978)
- So Haunt Me - serie TV, 19 episodi (1992-1994)
- Miss Marple (Agatha Christie's Marple) – serie TV, episodio 2x03 (2006)